# Щит (WWE)
The Shield (укр. Щит) — реслерське угруповання з ростеру WWE, до складу якого входили Дін Емброус, Роман Рейнс та Сет Роллінс. Спочатку вони були найманцями Сі Ем Панка, але швидко стали провідними дійовими особами головних подій шоу WWE.
Дебют тріо відбувся 18 листопада 2012 року на PPV-шоу Survivor Series. «Щит» був домінуючою силою в командних матчах 3-на-3 з безпрограшною телевізійною серією, що тривала з грудня 2012 року по травень 2013 року, під час якої вони здобули перемогу на Реслманії 29. У травні 2013 року, на шоу Extreme Rules всі троє членів «Щита» здобули собі по чемпіонському титулу: Емброус виграв чемпіонство Сполучених Штатів, а Роллінс і Рейнс — командне чемпіонство WWE. Роллінс і Рейнс були командними чемпіонами WWE до жовтня 2013 року, а Емброус чемпіоном Сполучених Штатів до травня 2014 року, що стало рекордом для цього титулу у стінах WWE. Як член «Щита», Рейнс здобув популярність, встановивши і побивши рекорди вибивання опонентів з матчів на Survivor Series 2013 року і Королівській битві 2014 року.
«Щит» в різні моменти своєї історії працював найманцями для Сі Ем Панка й угруповання The Authority, а пізніше продовжував протистояти уже своїм колишнім роботодавцям в окремих ворожнечах. Трійця билася в головних подіях численних телевізійних випусків шоу RAW і SmackDown і була хедлайнерами одного платного шоу — Payback 2014 року, яке стало останнім матчем, де вони виступили як тріо аж до 2017 року. Роллінс покинув угруповання 2 червня, коли напав на Емброуса та Рейнса зі стільцем і став на бік The Authority. Пізніше того ж місяця, Емброус та Рейнс пішли власними шляхами як реслери-одинаки, що ознаменувало кінець для «Щита».
Після розпаду кожен колишній учасник «Щита» ставав світовим чемпіоном. Всі троє були чемпіонами світу WWE у важкій вазі протягом трьох хвилин наприкінці головного матчу шоу Money in the Bank 2016 року: Роллінс переміг Рейнса у матчі за чемпіонство, а потім Емброус використав свій кейс з контрактом «Money in the Bank» (який він виграв того ж вечора) на Роллінсі й відібрав титул.
Напередодні SummerSlam 2017 року Емброус та Роллінс возз'єдналися і відібрали у Сезаро і Шеймуса титули командних чемпіонів RAW. 9 жовтня в епізоді RAW тріо возз'єдналося, щоб протистояти Мізу, Сезаро і Шеймусу. У грудні 2017 року група знову розпалася після того, як Дін зазнав травми. Після повернення Емброуса тижнем раніше, «Щит» знову возз'єднався 20 серпня 2018 року в епізоді RAW, щоб перешкодити Брауну Строуману використати контракт «Money in the Bank» на Романі. Однак у жовтні того ж року «Щит» розпався після того, як Рейнс пішов на довгостроковий лікарняний через лейкемію, що загострилась, а також зраду Емброуса щодо Роллінса. Після того, як Рейнс повернувся в лютому 2019 року і оголосив, що його лейкемія перебуває в стадії ремісії, тріо возз'єдналося і того ж місяця виграло матч головної події Fastlane. Хоч і заявлялось, що це був останній спільний матч Щита — вони возз'єдналися на спеціальному шоу WWE The Shield's Final Chapter (укр. Остання Глава для Щита) у останньому матчі Емброуса в WWE через те, що його контракт не був продовжений.